# Jeannette-eiland
Jeannette-eiland (Russisch: остров Жаннетты) is een van de De Longeilanden, die een onderdeel zijn van de Nieuw-Siberische Eilanden. Het eiland is gelegen in de Oost-Siberische Zee en heeft een oppervlakte van 2 km².
Jeannette-eiland werd in 1881 ontdekt door de Amerikaanse poolonderzoeker George Washington De Long, die vlak bij het eiland overleed nadat zijn schip was gezonken. Het dankt zijn naam aan de zuster van de financier van de expeditie, James Gordon Bennett Jr., Jeannette Bennett. Ook het schip van De Long droeg deze naam.
Sannikovland (spookeiland)